# Kodak DCS Pro 14n
La Kodak Professional DCS Pro 14n prodotta da Eastman Kodak è basata sulla fotocamera professionale Nikon F5 con attacco Nikon F. È stata annunciata al Photokina in Germania nel settembre 2002 e messa in produzione a maggio 2003.
Dotata di un sensore CMOS full-frame 24 x 36 mm da 13,89 Megapixel (4560 x 3048 pixels totali), la DCS Pro 14n è stata la seconda full-frame SLR digitale dopo l'insuccesso e la breve vita della Contax Nl. Tutte le precedenti SLR digitali avevano un sensore più piccolo del 35mm con un fattore di crop maggiore di 1 che rendeva difficile la visione grandangolare.
Nel settembre 2003 Kodak annuncia la disponibilità di un aggiornamento della capacità di memoria da 256 MB a 512 MB per i possessori della DCS Pro 14n. La versione da 512 MB è spesso ufficiosamente chiamata Kodak Professional DCS Pro 14n 512. Esiste anche una variante monocromatica, conosciuta come Kodak Professional DCS Pro 14n m, basata sullo stesso sensore CMOS.
La DCS Pro 14n fu rimpiazzata dalla Kodak Professional DCS Pro SLR/n commercializzata nel 2004. Era un modello simile al precedente con già preinstallati 512 MB di memoria e con dei miglioramenti, in particolare sul sensore e l'alimentazione. Con circa 1.800$ i proprietari della DCS 14n potevano acquistare un altro aggiornamento dalla Kodak che includeva il nuovo sensore e la memoria da 512 MB. Queste fotocamere aggiornate venivano ufficialmente chiamate Kodak Professional DCS Pro 14nx da Kodak che, ad eccezione dell'alimentazione e della targhetta, erano fondamentalmente uguali alle DSC Pro SLR/n.
Le recensioni sono tuttora disponibili.